# القوي (أسماء الله الحسنى)
القوي من أسماء الله الحسنى في الإسلام، ومعناه: الذي لا يغلبه غالب ولا يرد قضاءه راد ينفذ أمره، ويمضي قضاؤه في خلقه، شديد عقابه لمن كفر بآياته وجحد حججه.

## في القرآن الكريم
ورد اسم الله القوي في القرآن تسع مرات منها:
- قال تعالى: ﴿كَدَأْبِ آلِ فِرْعَوْنَ وَالَّذِينَ مِنْ قَبْلِهِمْ كَفَرُوا بِآيَاتِ اللَّهِ فَأَخَذَهُمُ اللَّهُ بِذُنُوبِهِمْ إِنَّ اللَّهَ قَوِيٌّ شَدِيدُ الْعِقَابِ ۝٥٢﴾ سورة الأنفال:52
- قال تعالى: ﴿فَلَمَّا جَاءَ أَمْرُنَا نَجَّيْنَا صَالِحًا وَالَّذِينَ آمَنُوا مَعَهُ بِرَحْمَةٍ مِنَّا وَمِنْ خِزْيِ يَوْمِئِذٍ إِنَّ رَبَّكَ هُوَ الْقَوِيُّ الْعَزِيزُ ۝٦٦﴾ سورة هود:66
- قال تعالى: ﴿مَا قَدَرُوا اللَّهَ حَقَّ قَدْرِهِ إِنَّ اللَّهَ لَقَوِيٌّ عَزِيزٌ ۝٧٤﴾ سورة الحج:74
- قال تعالى: ﴿وَرَدَّ اللَّهُ الَّذِينَ كَفَرُوا بِغَيْظِهِمْ لَمْ يَنَالُوا خَيْرًا وَكَفَى اللَّهُ الْمُؤْمِنِينَ الْقِتَالَ وَكَانَ اللَّهُ قَوِيًّا عَزِيزًا ۝٢٥﴾ سورة الأحزاب:25
- قال تعالى: ﴿كَتَبَ اللَّهُ لَأَغْلِبَنَّ أَنَا وَرُسُلِي إِنَّ اللَّهَ قَوِيٌّ عَزِيزٌ ۝٢١﴾ سورة المجادلة:21

## الأقوال في معناه
- قال الطبري:[1] «القوي: الذي لا يغلبه غالب ولا يرد قضاءه راد ينفذ أمره، ويمضي قضاؤه في خلقه، شديد عقابه لمن كفر بآياته وجحد حججه»
- قال ابن كثير:[2] «لا يغلبه غالب ولا يفوته هارب»
- قال الخطابي:[3] «هو الذي لا يستولي عليه العجز في حال من الأحوال، والمخلوق وإن وصف بالقوة فإن قوته متناهية وعن بعض الأمور قاصرة»
- قال ابن عثيمين مبينًا الفرق بين القوة والقدرة:[4] «القدرة يقابلها العجز، والقوة يقابلها الضعف، والفرق بينهما أن القدرة يوصف بها ذو الشعور، والقوة يوصف بها ذو الشعور وغيره.

ثانياً: أن القوة أخص فكل قوي من ذي الشعور قادر وليس كل قادر قوياً»
- قال ابن القيم:[5] «قوله تعالى: ﴿إِنَّ اللَّهَ هُوَ الرَّزَّاقُ ذُو الْقُوَّةِ الْمَتِينُ ۝٥٨﴾ سورة الذاريات:58. فعلم أن (القوي) من أسمائه ومعناه: الموصوف بالقوة»
- وقال أيضًا:[6] وهو القوي له القوى جمعًا تعالىرب ذي الأكوان والأزمان